# Pallavolo agli XI Giochi del Mediterraneo - Torneo femminile
Il torneo femminile di pallavolo agli XI Giochi del Mediterraneo si è svolto nel 1991 ad Atene, in Grecia, durante gli XI Giochi del Mediterraneo. Al torneo hanno partecipato 7 squadre nazionali di stati che si affacciano sul Mar Mediterraneo e la vittoria finale è andata per la terza volta all'Italia.

## Classifica finale
| Classifica | Squadre |
| ---------- | ------- |
|            | Italia  |
|            | Turchia |
|            | Grecia  |
| 4          | Albania |
| 5          | Francia |
| 6          | Spagna  |
| 7          | Egitto  |